# Provincia de Rieti
Rieti (en italiano Provincia di Rieti) es una provincia de la región del Lacio, en Italia. Su capital es la ciudad de Rieti.
Tiene un área de 2749 km², y una población total de 147.550 hab. (2001). Hay 73 municipios en la provincia (fuente: ISTAT, véase este enlace).